# Vajrayana

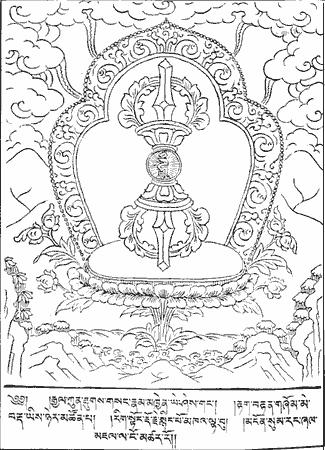
Vajra, Hauptsymbol des Vajrayana

Vajrayana (Sanskrit वज्रयान vajrayāna („diamantenes Fahrzeug“); tibetisch Dorje Thegpa), auch Mantrayana („Mantrafahrzeug“), Tantrayāna („Tantrafahrzeug“) oder tantrischer Buddhismus ist eine ab dem 4. Jahrhundert in Indien aus dem Mahayana entstandene Strömung des Buddhismus, die heute häufig als eigenständige dritte Strömung des Buddhismus gezählt wird. Sie prägte insbesondere die buddhistischen Traditionen des Hochlands von Tibet (siehe auch Lamaismus) und ist heute die jeweils wichtigste Strömung des Buddhismus in Tibet, des Buddhismus in der Mongolei, des Buddhismus in Bhutan, des Buddhismus in Nepal, des Buddhismus in Russland sowie im nördlichen Indien. In geringerem Maße fand der Vajrayana auch Verbreitung im chinesischen und im japanischen Buddhismus.

## Etymologie
Der Begriff ist aus Sanskrit vajra („hart“, „mächtig“, daraus „Donnerkeil“, mythische Waffe des Gottes Indra) und yana („Fahrzeug“) zusammengesetzt.

## Geschichte
Der Legende nach wurde der Buddhismus von König Srongtsan Gampo, der zwei buddhistische Frauen hatte, im 7. Jahrhundert in Tibet eingeführt. Im 8. Jahrhundert wurde die buddhistische Lehre von Padmasambhava und dem indischen Mönch Shantirakshita weiter verbreitet. Padmasambhava soll die Lehren des Tantra und des Yogacara nach Tibet gebracht haben.
Unter König Ralpacan (817–836) wurden viele Werke aus dem Sanskrit ins Tibetische übersetzt. Nachdem dann die Bön-Priester den Buddhismus zunächst wieder verdrängten, gab es ab dem 11. Jahrhundert einen neuen Aufschwung. Atisha führte das Kalachakra-System ein und schuf die Anfänge der Kadampa-Schule. Marpa gründete die Kagyüpa-Schule und Milarepa wurde der berühmteste Asket und Dichter Tibets.
Gleichfalls im 11. Jahrhundert entstand die Schule der Sakya, deren Werk die Vollendung des Kangyur (buddhistischer Kanon) war. Im 14. Jahrhundert waren dann die beiden Sammlungen Kangyur und Tangyur abgeschlossen. Gleichfalls im 14. Jahrhundert trat Tsongkhapa auf, der als großer Reformator angesehen wird. Er gilt als Begründer der „Neuen Kadampa“, die Gelugpa genannt wird, und führte die strenge Klosterdisziplin wieder ein. Der dritte Großlama der Gelugpa ist der Dalai Lama.
Tibet gilt in der Geschichte als größter Mönchs- und Kirchenstaat, den es jemals gab.

## Philosophische Grundlagen

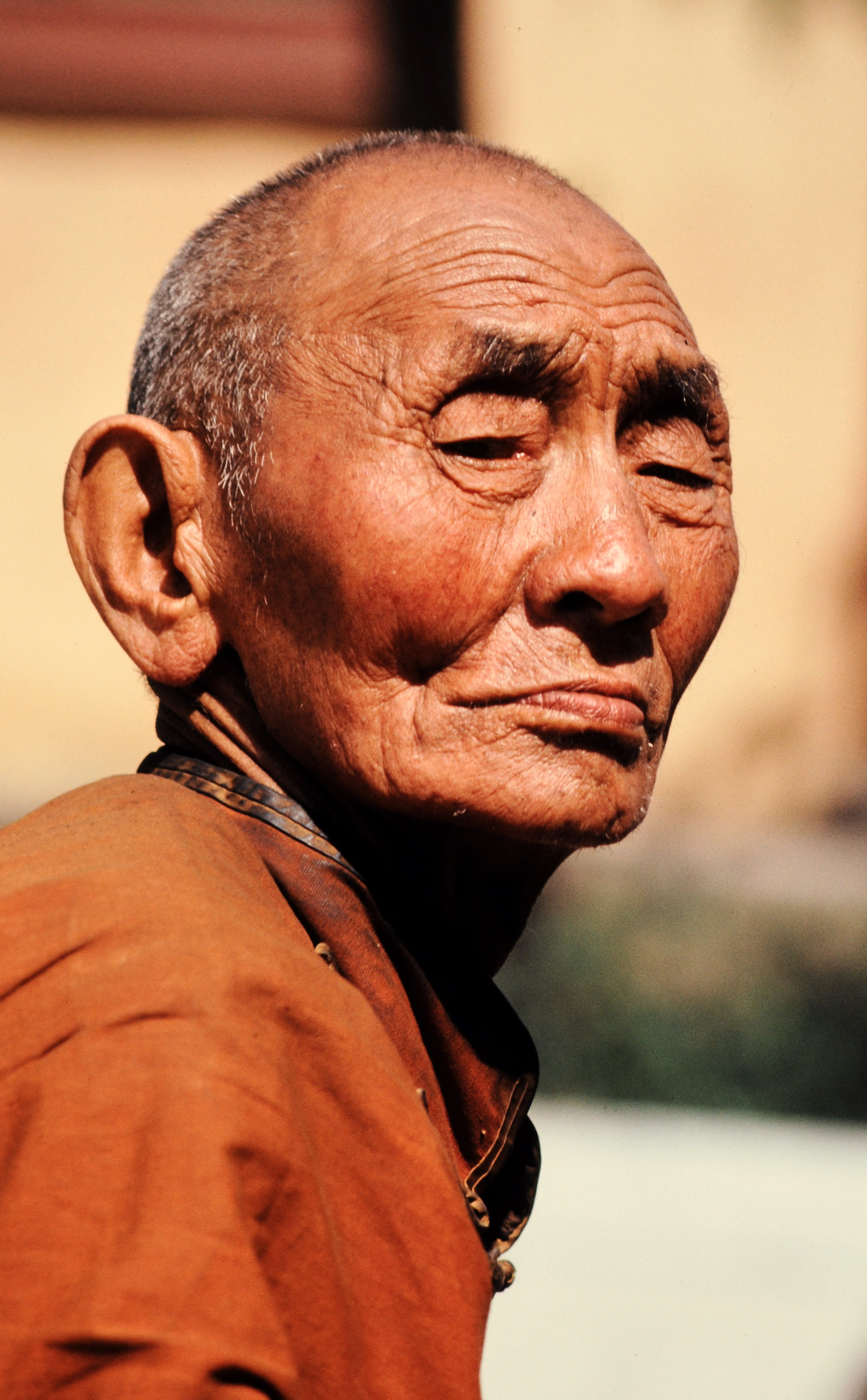
Lama im Gandan-Kloster, Ulan Bator

Das Vajrayana stützt sich mit der „Lehre des Mittleren Weges“ (Madhyamaka) auf die philosophischen Grundlagen des Mahayana. Im Tibetischen Buddhismus werden die verschiedenen buddhistischen „yanas“ (wörtlich: Fahrzeuge) anhand der Ziele oder der Methoden unterschieden. Das heißt, zwischen dem allgemeinen Mahayana und dem Vajrayana liegt der Unterschied nicht im Ziel – die Buddhaschaft –, sondern in der Art und Weise, wie dieses Ziel erreicht werden soll. Das Vajrayana wird deshalb auch „Pfad des Resultats“ genannt, während das Sutra-System des Mahayana als „Pfad der Ansammlung“ bezeichnet wird und der Theravada als „Pfad der Entsagung“.

## Der Leidenskreislauf des Samsara
Aus der Sicht des Vajrayana begehen „fühlende Wesen“ (vgl.: Sechs Daseinsbereiche) anders als erleuchtete Wesen einen grundlegenden Fehler bei der Wahrnehmung der Phänomene. Zwar ist die subtilste Schicht geistiger Prozesse uranfänglich erleuchtet (vgl.: Buddha-Natur), dies wird vom wahrnehmenden Geist aber nicht erkannt. Die „fühlenden Wesen“ nehmen die von Natur aus nichtdual erscheinenden Phänomene als von sich selbst und voneinander getrennt wahr. Den Phänomenen wird irrig eine wirkliche Existenz zugeschrieben, obwohl sie von ihrem eigentlichen Wesen „leer von innewohnendem Sein“ sind (s. Shunyata). Aufgrund dieser Zuschreibung entsteht die Vorstellung eines unabhängig von anderen Phänomenen existierenden „Ich“. Mit dieser „Ich-Vorstellung“ treten die drei sogenannten „Wurzel-Geistesgifte“: Grundlegende Unwissenheit, Anhaftung und Abneigung auf. Leidverursachende Handlungen, die mit Körper, Rede und Geist aufgrund dieser Geistesgifte ausgeführt werden, erschaffen Karma („Ursache und Wirkung“). Karma kann als Ursache von geistigen Eindrücken beschrieben werden, die durch geistesgiftbedingte Handlungen entstanden sind, und die als Resultat leidvolle Erfahrungen in der Zukunft bewirken. Die karmischen Spuren im Geist eines unerleuchteten „fühlenden Wesens“ verursachen demnach das Aufkommen der individuellen Lebenswirklichkeit, wie die verschiedenen Bereiche der Götter, Halbgötter, Menschen, Tiere, hungrigen Geister und Höllenwesen, die an den Leidenskreislauf (Samsara) aus wiederholter Geburt, Alter, Krankheit und Tod gebunden sind.

## Methoden

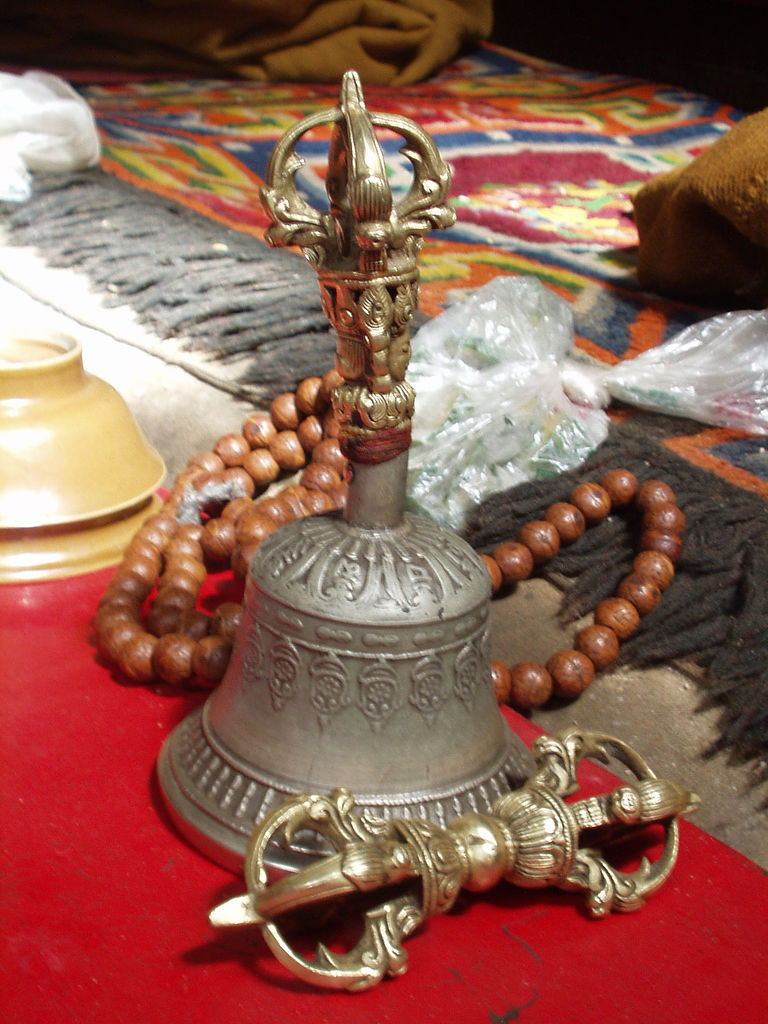
Vajra und Stielhandglocke dril-bu

Buddhistische Praxis hat insbesondere im Vajrayana zum Ziel, diesen Prozess des Aufkommens der Existenz und der Bindung der fühlenden Wesen an den Leidenskreislauf aufzuheben. Dazu gibt es im Vajrayana bezüglich der höchsten Lehren zwei verschiedene methodische Ansätze:
- Mahamudra (Das große Siegel/Symbol) als Pfad zur stufenweisen Erleuchtung
- Dzogchen (Die große Vollkommenheit) als Pfad der spontanen Erleuchtung

### Tantrische Praktiken
Zu den besonderen tantrischen Mitteln gehören neben der Meditation und Visualisierung auch das Rezitieren von Mantras und weitere Übungen, zu denen Rituale, Einweihungen und Guruyoga (Einswerden mit dem Geist des erleuchteten Lehrers) gehören. Besonders im tibetischen Buddhismus wird dabei großer Wert auf direkte Übertragung und Unterweisung von Lehrer zu Schüler gelegt.
Wichtig ist bei diesen Praktiken eine solide Kenntnis der buddhistischen Lehre als Ausgangsbasis. Ohne ein echtes Verständnis von Mitgefühl und der rechten Ansicht ist es nicht möglich, diese Methoden anzuwenden. Daher sind die ethischen Regeln des edlen achtfachen Pfades, wie sie von Buddha gelehrt wurden, Grundlage des gesamten buddhistischen Weges, auch des Vajrayana. Darüber hinaus ist die Motivation des Mahayana, „zum Nutzen aller fühlenden Wesen Erleuchtung zu erlangen“, beständig zu kultivieren.
Der tibetische Tantra geht nicht auf sexuelle Praktiken ein. Es handelt sich hier vorwiegend um den geistigen Aspekt des Tantra, also der Vereinigung der männlichen und weiblichen Aspekte des Geistes im Bewusstsein (z. B. Ratio und Intuition). Dies entspricht generell der Tradition des tibetischen Buddhismus, der wenig auf körperliche Aspekte eingeht. Bis auf Niederwerfungen und die fünf Vajra-Stellungen (extreme Yoga-ähnliche Positionen) sind kaum andere rituell-meditative Körperübungen bekannt. Ganz anders im indischen Tantra, bei dem die körperlichen Sinnesreize eine wesentliche Rolle spielen. Sexuelle Praktiken sind z. B. Karmamudrā (Sanskrit, „Handlungssiegel“, tibetisch las-kyi phyag-rgya), eine sexuelle Praxis mit einem visualisierten oder körperlichen sehr weit fortgeschrittenen, gegengeschlechtlichen Konsorten bzw. einer Konsortin.

### Lama, Yidam und Khandro
Im Vajrayana sind Lama (Sanskrit Guru), Yidam (Sanskrit Deva, Meditationsgottheit) und Khandro (Sanskrit Dakini) wichtig. Sie sind im Vajrayana auch Objekte der Zuflucht.

#### Lama
Da dem Lama (Guru) im Vajrayana eine zentrale Bedeutung zukommt, wurde diese Form des Buddhismus auch mit dem von den Mandschu-Herrschern des späten 17. Jahrhunderts geprägten Begriff Lamaismus (lamajiao) bezeichnet. Auf dem Pfad des Vajrayana ist ein richtig verstandenes und angemessenes Vertrauen in den spirituellen Lehrer (Lama) wichtig, daher muss man bei der Wahl des Lehrers sehr sorgsam vorgehen und sollte diese wichtige Verbindung nicht vorschnell eingehen. Ein guter spiritueller Lehrer handelt immer aufgrund einer altruistischen Motivation und niemals aufgrund egoistischer Motive. Im Tantra-Netz der Illusion heißt es: „Einer, der stabil, ruhig, intelligent, geduldig, ehrlich (offen), ohne List oder Falschheit ist und die Praxis der geheimen Mantras und Tantras kennt, die Aktivität des Mandalazeichnens ausübt, tüchtig in den Zehn Grundsätzen ist, allen Lebewesen Furchtlosigkeit verleiht und immer Freude am großen Fahrzeug hat: Solch einer wird als Meister bezeichnet.“
Die Selbständigkeit des Schülers steht im Vajrayana im Vordergrund, daher sollten alle Tendenzen zur Abhängigkeit des Schülers vermieden werden. Natürlich muss auch der Schüler qualifiziert sein. Ihn müssen Unparteilichkeit, Intelligenz (falsche von richtigen Lehren unterscheiden zu können) und eine stabile Geisteshaltung des Bodhicitta auszeichnen. Der Lama, dem er sich anvertraut, sollte ihn wirklich inspirieren und ihn auf der tiefsten Ebene des Herzens und nicht nur oberflächlich berühren.
Der Titel des Lama wird in der Regel vom Lehrer an den Schüler verliehen. Je nach Tradition ist im Tibetischen Buddhismus hierfür ein traditionelles 3-Jahres-Retreat die Regel, dies ist jedoch – insbesondere in der bedeutenden Laien- und Yogitradition der Nyingma-Linie – nicht zwingend. Im Unterschied zu einem Geshe muss Lama nicht zwangsläufig einen Gelehrten des Buddhismus bezeichnen.

#### Yidam

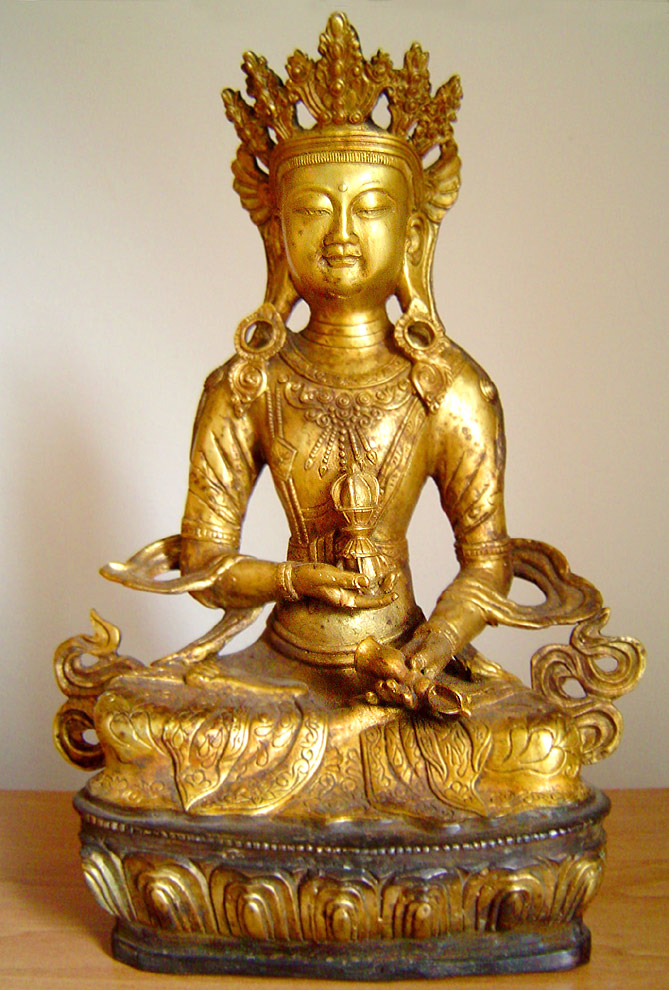
Vajrasattva. Die Praxis von Vajrasattva als Meditationsgottheit wird als besonders wirksam zur Reinigung negativen Karmas angesehen.

Yidam sind Meditations-Gottheiten (vgl. Visualisierung). Sie werden im Vajrayana entgegen dem europäischen Kontext nicht als Schöpfergott/-götter oder vom Praktizierenden unabhängige Wesenheiten verstanden. Sie unterscheiden sich auch von den Devas (weltlichen Göttern) der indischen Tradition. Es handelt sich hierbei vielmehr um die Form des Freudenzustandes (Sambhogakaya) verwirklichter Wesen. Mit Hilfe von Meditations- und Visualisationspraktiken in Verbindung mit diesen Gottheiten ruft der Praktizierende die ihm innewohnende erleuchtete Natur wach.

#### Khandro
Meist wird in Übersetzungen an Stelle des tibetischen Wortes Khandro das sanskritische Wort Dakini verwendet. Wörtlich bedeutet Khandroma (mkha' 'gro ma) „Himmelswandlerin“. Schon in den Jatakas, den Legenden über die früheren Geburten Shakyamunis, gibt es Hinweise auf eine Klasse von Wesen, die durch die Luft gehen. Dakinis werden häufig als feenhafte Wesen beschrieben, die (dank ihrer Verwirklichung) übernatürliche Fähigkeiten und Kräfte besitzen. Indem sie dem Praktizierenden spirituelle Weisheit übermitteln, unterstützen sie ihn auf dem Weg zur Erleuchtung.

## Mönchs- und Laiengemeinschaften
In den Schulen des Vajrayana hat es neben den Mönchsgemeinschaften auch immer Laiengemeinschaften praktizierender Yogis gegeben. Daher gibt es neben vielen gelehrten Meistern, die aus den Mönchsschulen hervorgegangen sind, auch eine große Zahl bedeutender Meister und Siddhas, die den Pfad des Yogis verwirklicht haben. Ursprünglich wurden viele der Vajrayâna-Praktiken in Indien und angrenzenden Ländern von Yogis weitergegeben. Es ist im Vajrayana letztendlich nicht wesentlich, ob jemand als Mönch (oder Nonne) ordiniert ist, sondern ob er/sie in der Lage ist, die vom eigenen Geist fälschlich aufrechterhaltene Bindung an Samsara aufzuheben.
Im Vajrayana ist und war es weitgehend anerkannt, dass Frauen ebenso wie Männer Erleuchtung erlangen können. Die vier großen Schulen des tibetischen Buddhismus stehen heutzutage Frauen in gleichem Umfang offen wie Männern. Große verwirklichte Meisterinnen, deren Leben für viele Vajrayana-Praktizierende beispielhaft sind, waren unter anderem Prinzessin Mandarava und Prinzessin Yeshe Tsogyal, beide Gefährtinnen von Guru Rinpoche, dem Begründer der Nyingma-Schule. Weiterhin Niguma, eine Schülerin Naropas, die in der Shangpa-Kagyü-Schule von großer Bedeutung ist, und Machig Labdrön, die durch die Einführung der Chöd-Lehren in Tibet berühmt wurde.

### Verbreitung

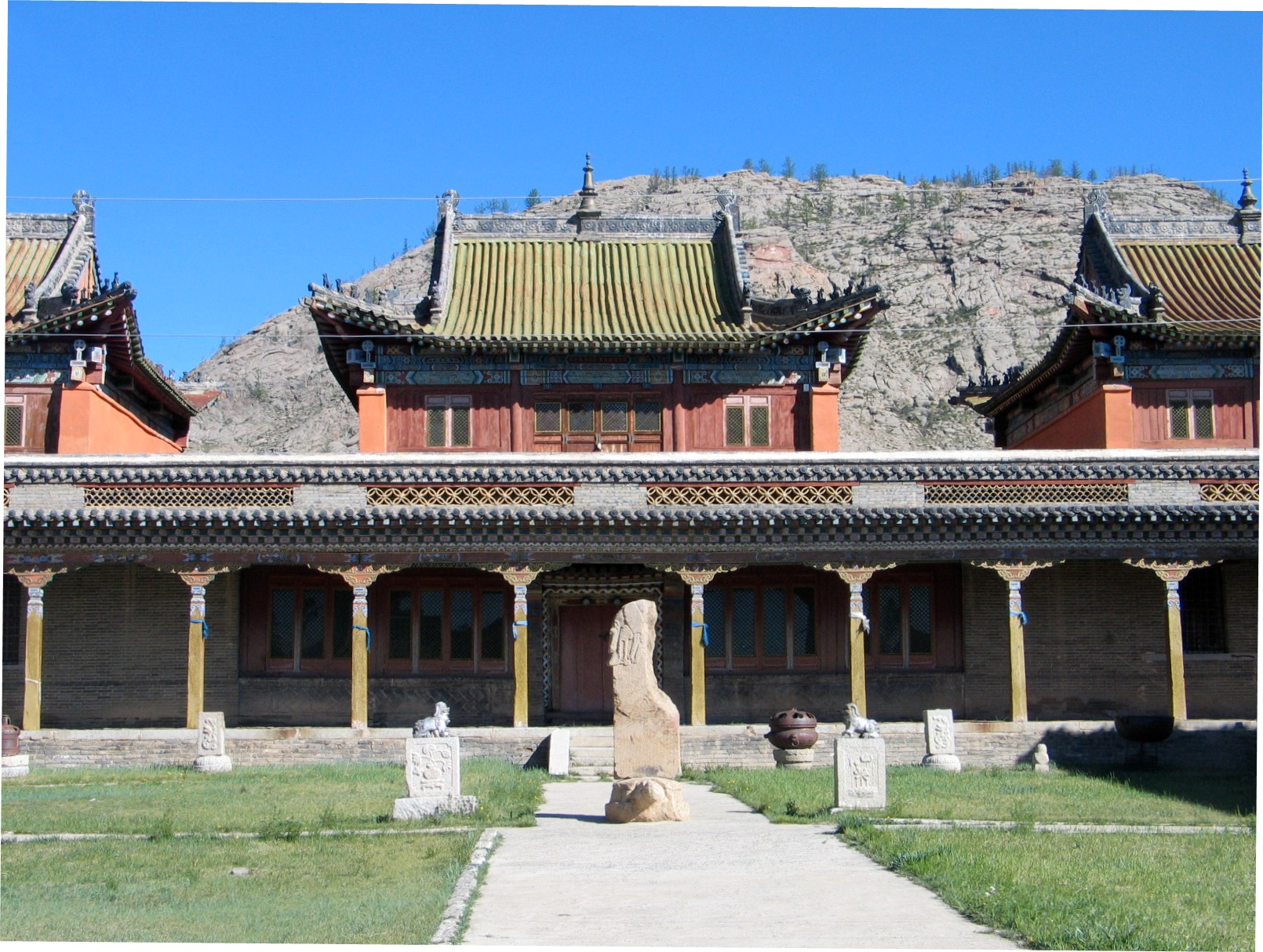
Kloster Tsetserleg, Mongolei

Die Lehre hat sich ursprünglich im tibeto-mongolischen Raum in die Mongolei bis hin nach Burjatien und Tuwinien verbreitet. Aus Indien wurde sie weitestgehend vertrieben, ist jedoch in den hinduistischen Advaita-Vedanta-Lehren mit einigen Unterschieden erhalten geblieben. Auch in China und Japan sind tantrische Lehren eingeführt worden. In Bhutan ist der Vajrayana-Buddhismus Staatsreligion. Ein traditionell lamaistisch geprägtes Volk – wenn auch mit deutlichen Unterschieden – lebt in Europa: die Kalmücken. Seit den 1970er und 1980er Jahren verbreiten sich Vajrayana-Gemeinschaften zunehmend im Westen. Insbesondere die tibetischen Schulen sind inzwischen in Europa und den USA etabliert, nicht wenige davon in Deutschland, Österreich und der Schweiz.

### Schulen des tibetischen Vajrayana
Der Buddhismus in Tibet gliedert sich in verschiedene Schulen und Übertragungslinien, von denen die Nyingma-, die Kagyü-, die Sakya- und die Gelug-Schule die wichtigsten sind. Auch wenn äußerlich betrachtet eine Aufteilung der tibetischen Form des Buddhismus in verschiedene Schulen entstanden ist und auf die Besonderheit der jeweiligen Schulen von ihren Anhängern immer wieder großen Wert gelegt wird, hat doch ein intensiver Austausch von Lehren und Praktiken zwischen diesen Schulen stattgefunden. Man kann daher wohl sagen, dass trotz aller Unterschiedlichkeit im Entstehen, die Gemeinsamkeiten untereinander überwiegen.

#### Nyingma
Die Nyingma-Tradition („Rotmützen“) ist die älteste der vier großen Schulen des tibetischen Buddhismus. Sie geht auf den tantrischen Meister Padmasambhava zurück. Diese Tradition ist aus der ersten Übersetzungsphase buddhistischer Schriften, aus dem Sanskrit ins Tibetische, im 8. Jahrhundert entstanden, die die Grundlage für die Verbreitung der Lehren Buddhas in Tibet legte. In ihr sind die Lehren des Dzogchen von großer Bedeutung.

#### Kadam
Nach der Verfolgung des Buddhismus in Tibet unter König Lang Darma entstand im 11. Jahrhundert die Tradition der Alten Kadam-Meister. Die Kadam-Tradition ist eine Vorläuferin der drei neueren Hauptschulen des tibetischen Buddhismus, die aus der zweiten Übersetzungsphase tantrischer Lehren, von Indien nach Tibet, hervorgegangen sind. Sie selbst ist als eigenständige Schule nicht erhalten geblieben.

#### Kagyü
Die Kagyü-Schulen des tibetischen Buddhismus gehen auf Marpa den Übersetzer (1012–1097) zurück, der die Mahamudra-Übertragungslinie von Tilopa und Naropa weiterführte. Kagyü bedeutet „mündliche Übertragung“ und es wird besonderer Wert auf Meditation gelegt.

#### Sakya
Sakya ist der Name eines von Khön Könchog Gyalpo (1034–1102) begründeten Klosters Hauptsitz nahe Shigatse in Südtibet. Die tantrischen Lehren der Sakyapa wurden von Bari Lotsawa im elften Jahrhundert aus dem Sanskrit übersetzt. Die Sakya-Tradition wurde daraufhin von den „fünf ehrwürdigen höchsten Meistern“ gegründet. Sie führen die Mahamudra-Tradition des indischen Meisters Virupa fort.

#### Gelug

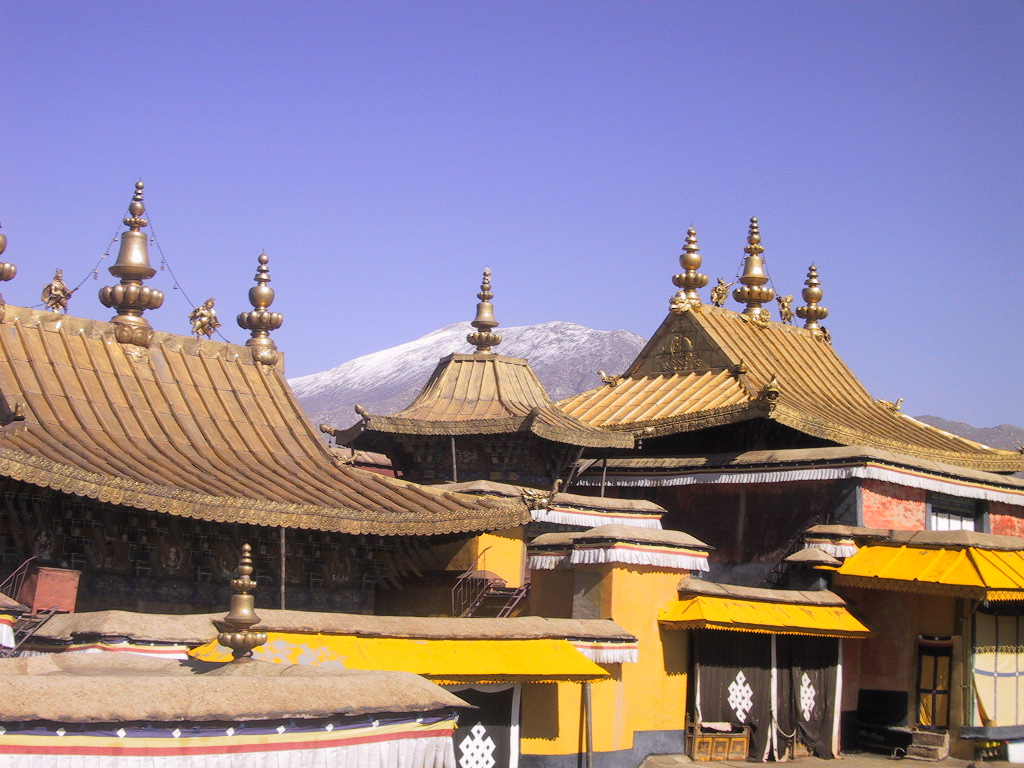
Potala-Palast in Lhasa

Die Gelug („Gelbmützen“) werden auch als die „Schule der Tugendhaften“ bezeichnet. Ihr Gründer Tsongkhapa (1357–1419) vertrat die Ideale der früheren Kadampa-Schule und strich die Bedeutung der Vinayaregeln heraus. Deshalb legen die Gelug auf Mönchsdisziplin und Zölibat großen Wert. Der Kern der Übertragungen der Gelug liegt in den Lehren der alten Kadampa.

#### Rime
Im 19. Jahrhundert entstand die sogenannte „Rime-Bewegung“, die gruppenübergreifende Lehren aus allen Gegenden Tibets und von Meistern aller Traditionen sammelte. Ziel war es, die in Tibet verbreitete „Konkurrenz“ (Sektierertum) der Schulen zu überwinden.

#### Bön
Im Kontext des tibetischen Buddhismus findet sich mit der Tradition des Bön eine weitere Tradition, die dem Vajrayâna nahesteht. Sie haben in ihren Praktiken und Lehren Gemeinsamkeiten mit der Nyingma-Schule. Bön war die ursprüngliche vorbuddhistische Religion in Tibet.

### Schulen in China und Japan
Vajrayana wurde im späten 8. Jahrhundert von Indien aus auch nach China übertragen. Es gibt aber kulturell bedingte Unterschiede zwischen den Vajrayana-Formen in China und Japan einerseits und Tibet andererseits.
In China etablierte sich Vajrayana-Buddhismus als Mizong (chinesisch 密宗, Pinyin Mìzōng). Seine heutige, moderne Gestalt entwickelte sich vor allem unter der Herrschaft der durch den mongolischen Buddhismus geprägten Yuan-Dynastie.
Im 9. Jahrhundert gelangte der Vajrayana-Buddhismus von China nach Japan und wurde dort als Mikkyō (jap. 密教) insbesondere von den Schulen Tendai-shū und Shingon-shū bekanntgemacht.